# San Juan de Urabá

Bandeira de San Juan de Urabá.

Localização de San Juan de Urabá, no departamento de Antioquia.

San Juan de Urabá é uma cidade e município da Colômbia, no departamento de Antioquia. Dista 483 quilômetros de Medellín, a capital do departamento. Possui uma superfície de 239 quilômetros quadrados, e se localiza  a 2 metros acima do nível do mar.